# Rhinella ceratophrys
El sapo cornudo termitero (Rhinella ceratophrys) es una especie de anfibios de la familia Bufonidae.
Se distribuye por la cuenca superior del Amazonas en Venezuela, Colombia, Ecuador, Brasil y Perú, en altitudes inferiores a los 1350 m.
Habita en el bosque húmedo tropical amazónico.